# Johann Hermann Siricius

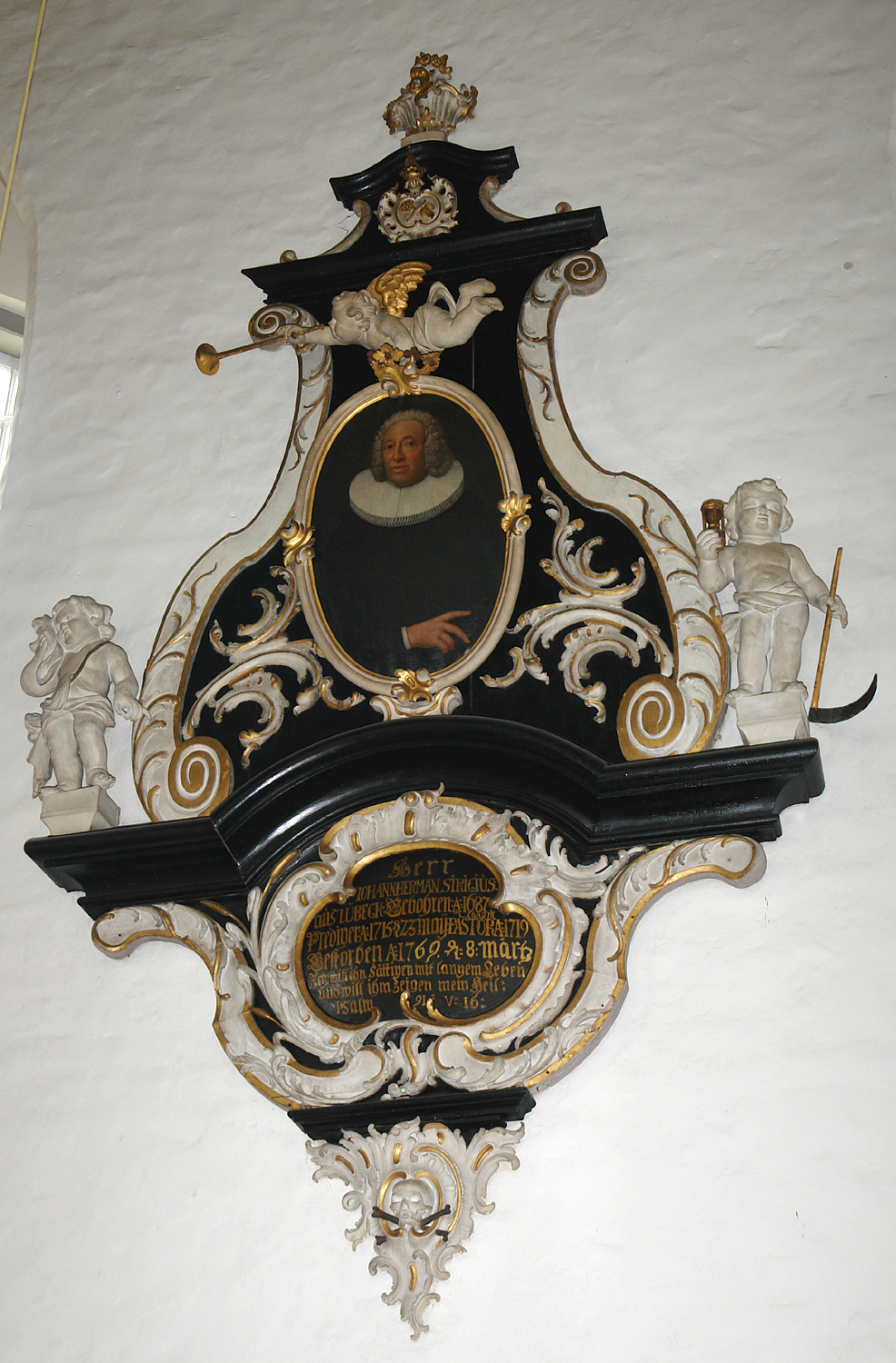
Epitaph Johann Hermann Siricius

Johann Hermann Siricius (* 1687 in Lübeck; † 8. März 1769 in Travemünde) war ein deutscher lutherischer Geistlicher.

## Leben
Siricius, ein Sohn des Ratssekretärs Christoph Siricius, besuchte das Katharineum zu Lübeck bis 1707 und studierte evangelische Theologie an der Universität Wittenberg bis 1713 und ist dort durch seine Disputation belegt. Nach zwei überlieferten Kolloquien in Lübeck unter dem Vorsitz von Superintendent Georg Heinrich Götze wurde er 1715 Prediger an St. Lorenz in Travemünde und 1718 Pastor dieser Kirche, in der sich sein Epitaph erhalten hat. In seine Amtszeit fällt die Aufstellung des von Hieronymus Hassenberg gefertigten barocken Hochaltars, gestiftet 1723 von seiner Cousine Anna Magdalena Rodde, geb. Siricius, in Andenken an ihren verstorbenen Sohn, wie auch der barocken Kanzel, gestiftet 1735 von ihrer Schwester der Witwe Agneta Catharina Engelhagen geb. Siricius.
Seine Tochter Engel Dorothea heiratete 1746 Johann Jacob von Melle. Sein Bruder war der Jurist Michael Christoph Siricius.

## Schriften
- Georg. Henr. Goetzii, D. Superint. Lubeccens. Exercitatio Theologica, De Annuntiatione Judicii extremi, à Christo exercendi, ex Act. X. v. 42 Qvam In Collegio Consveto D. XXI. Novembr. An. MDCCXIII. defendet Joh. Hermannus Siricius, Lubeccensis. Schmalhertz, Lübeck 1713 (urn:nbn:de:gbv:3:1-252998 VD18-Digitalisat)